# Заполиці (платформа)
Заполиці (рос. Заполицы) — пасажирський зупинний пункт Казанського напрямку Московської дирекції залізничних перевезень Московської залізниці. Розташований біля села Заполиці.
Розташовується між станцією Авсюніно та зупинним пунктом Запутна. Відстань від станції Казанський вокзал — 107 км.